# Hundsrücken (Landschaftsschutzgebiet)
Das Gebiet Hundsrücken ist ein vom Landratsamt Balingen am 17. März 1970 durch Verordnung ausgewiesenes Landschaftsschutzgebiet auf dem Gebiet der Städte Balingen  und Albstadt im Zollernalbkreis.

## Lage
Das Landschaftsschutzgebiet umfasst die gesamte Gemarkung Streichen sowie Teile der Gemarkungen Zillhausen und Pfeffingen. Das Gebiet wird durch die Naturschutzgebiete Irrenberg-Hundsrücken und Roschbach in zwei Teilgebiete geteilt. Es gehört zu den Naturräumen Hohe Schwabenalb und Südwestliches Albvorland. Die  im Zusammenhang bebauten Ortsteile und die in rechtsverbindlichen Bebauungsplänen ausgewiesenen Bauflächen (auch Weiler und Hofgruppen) gehören nicht zum Schutzgebiet.

## Landschaftscharakter
Das Gebiet umfasst die bewaldeten Hänge des Hundsrücken sowie die von Grünlandnutzung geprägte Hochfläche des Irrenbergs. Die ebenfalls im Gebiet gelegene Feldmarkung von Streichen wird von Grünland- und Streuobstnutzung geprägt.

## Geschichte
Der Landschaftsteil Hundsrücken stand bereits seit 1959 unter Landschaftsschutz. Durch die Ausweisung der Naturschutzgebiete Roschbach und Irrenberg-Hundsrücken wurde die ursprüngliche LSG-Fläche um 187 ha verkleinert.

## Zusammenhängende Schutzgebiete
Das Landschaftsschutzgebiet umschließt die Naturschutzgebiete Irrenberg-Hundsrücken und Roschbach, welche gleichzeitig zum FFH-Gebiet Gebiete um Albstadt gehören.
Im Osten grenzt das Landschaftsschutzgebiet Albstadt-Bitz an. Es überschneidet sich in Teilen mit dem Vogelschutzgebiet Südwestalb und Oberes Donautal.